# Machinarium
Machinarium è un'avventura grafica sviluppata da Amanita Design. Le prime demo vennero pubblicate il 30 settembre 2009, mentre la versione definitiva è stata messa in commercio il 16 ottobre 2009 per Windows, macOS e Linux, l'8 settembre 2011 per iOS, il 21 novembre 2011 per QNX, il 6 settembre 2012 per PS3 (originariamente previsto entro la fine del 2011), il 20 maggio 2012 per Android, il 1º febbraio 2013 per PSVita e il 1º novembre 2018 per Nintendo Switch.

## Modalità di gioco
Scopo del gioco è risolvere una serie di puzzle e rompicapi spesso collegati tra loro attraverso lo stile dei "punta e clicca".
Particolarità saliente di Machinarium è l'assenza di dialoghi, né parlati né scritti, che sono sostituiti da animazioni a fumetti.
Alcuni easter eggs, che consistono in flashback, possono essere scoperti stando in certe aree.
Il gioco utilizza un sistema di suggerimenti a due livelli. Una volta per ogni quadro, il giocatore può ricevere un suggerimento, che diventa sempre più vago andando avanti nel gioco. All'interno del gioco è presente anche una guida completa che si può consultare in qualsiasi momento giocando ad un minigioco. Come con i dialoghi, la guida non è in forma scritta o parlata, ma è invece una serie di schizzi e fumetti che descrivono il puzzle e la sua soluzione.

## Sviluppo
Machinarium è stato in fase di sviluppo per oltre tre anni da sette sviluppatori cechi che hanno finanziato il progetto con le proprie risorse finanziarie. Il budget di marketing ammonta a 1000 dollari in tutto.

## Colonna sonora
La colonna sonora di Machinarium è stata scritta dal compositore Tomáš Dvořák, conosciuto con lo pseudonimo di Floex.

## Grafica
Il team di Amanita Design ha ricevuto per Machinarium i premi "Aesthetics Award" all'IndieCade del 2008 e "Excellence in Visual Art Award" all'Independent Games Festival del 2009. Il particolare stile grafico di questo gioco si fonda su un classico disegno a matita modificato successivamente al computer. Personaggi e oggetti animati del gioco si rifanno alla tradizionale tecnica di cutout animation ceca.